# 渠围河
渠围河，位于中国广西壮族自治区西南部，是派连河左岸支流，发源于凭祥市友谊镇隘口村大青山（海拔863米）东麓，东流至宁明县寨安乡渠围村汇入派连河。河长54.2千米，流域面积377.13平方千米。